# استان ترویزو
استان ترویزو (Provincia di Treviso) استانی در ناحیه ونتو ایتالیا می‌باشد . مرکز این استان شهر ترویزو است.
مساحت این استان ۲٬۴۷۷ کیلومتر مربع و جمعیت آن ۹۰۰٬۰۰۰ نفر است. جمعاً ۹۵ بخش در این استان وجود دارد.

## بخش ها به همراه جمعیت
| شهرستان                | جمعیت  |
| ---------------------- | ------ |
| ترویزو                 | ۸۲،۷۱۶ |
| کونلیانو               | ۳۵،۶۸۹ |
| کاستلفرانکو ونتو       | ۳۳،۷۰۸ |
| مونته‌بلونا             | ۳۱،۱۵۶ |
| ویتوریو ونه‌تو          | ۲۹،۰۲۹ |
| Mogliano Veneto        | ۲۸،۱۳۴ |
| Paese                  | ۲۱،۹۲۰ |
| اودرتزو                | ۲۰،۲۳۶ |
| Villorba               | ۱۸،۰۴۱ |
| Preganziol             | ۱۶،۹۹۹ |
| ودلگو                  | ۱۶،۶۴۱ |
| رونکاده                | ۱۴،۱۲۹ |
| San Biagio di Callalta | ۱۳،۱۵۷ |
| Pieve di Soligo        | ۱۲،۱۶۱ |
| کاساله سول سیل         | ۱۲،۷۱۳ |
| Ponzano Veneto         | ۱۲،۲۷۴ |
| Susegana               | ۱۲،۰۲۸ |
| ریزه پیو ایکس          | ۱۱،۶۵۶ |
| Carbonera              | ۱۱،۱۷۱ |
| کازیر                  | ۱۱،۰۸۹ |
| Valdobbiadene          | ۱۰،۸۴۴ |
| موتا دی لیونتزا        | ۱۰،۷۲۱ |
| Trevignano             | ۱۰،۵۸۷ |
| Spresiano              | ۱۰،۲۶۷ |